# Vincent Citot
Vincent Citot, né à Paris en 1975, est un philosophe et enseignant français.

## Biographie
Vincent Citot entreprend des études de philosophie en 1994, qui le mènent au Doctorat (2003) et à l’agrégation (2009). Directeur de la revue Le Philosophoire depuis sa création en 1996, il enseigne la philosophie à l'INSPE de Paris – Sorbonne Université. Il poursuit en parallèle un travail de photographe plasticien et d'écrivain.

## Philosophie

### Domaine de recherche et publications
La recherche de Vincent Citot porte principalement sur des questions relatives aux exigences de la pensée philosophique, aux rapports de la philosophie à la science, et sur des problèmes de philosophie générale.
Outre des articles parus dans diverses revues, il a publié :
- La condition philosophique et le problème du commencement (2008), éd. du Cercle Herméneutique, 2009[2].
- Le paradoxe de la pensée. (Les exigences contradictoires de la pensée philosophique) (2009), Le Félin, 2010[3] (recensé dans la Revue philosophique[4]).
- Puissance et impuissance de la réflexion, éd. du Cercle Herméneutique, mai 2017 (recensé dans Implications philosophiques[5]).
- Problèmes épistémologiques en histoire de la philosophie (sous la dir. de V. Citot), Liber, septembre 2017[6] (recensé notamment dans Philosophiques[7],[8]).
- Histoire mondiale de la philosophie. Une histoire comparée des cycles de la vie intellectuelle dans huit civilisations, Paris, PUF, mai 2022[9],[10],[11],[12].
- La marche de l'histoire. Évolution des sociétés, cultures et idées, des clans préhistoriques au 21e siècle (avec Jean-François Dortier), Auxerre, éd. Sciences Humaines, 2025[13].

### Activité éditoriale
En 1996, il fonde, avec Basile Chaix, Edouard Challe, Adrien Peltier, puis Jean-Claude Poizat, une revue de philosophie générale : Le Philosophoire.  Il assure la direction de la revue depuis sa création. La revue est éditée par Vrin et diffusée notamment par Cairn. 63 numéros sont déjà parus.

## Photographie
Photographe plasticien, il expose ses photographies pour la première fois en 1998, puis régulièrement, à l’occasion d’expositions individuelles ou collectives, dans des galeries privées ou des espaces publics, à Paris et en province. En 2022 est paru un ouvrage qui résume et explicite son parcours: Explorer le monde du photographe Vincent Citot, par Gilbert Dufrane (Paris, Maïa éd.).

## Essais littéraires
- Détour par les USA. Récit de voyage et réflexions diverses (Paris, Maïa, 2018)[18].
- Mon époque. Comment l'aimer? Comment y vivre? (Paris, Maïa, 2019)
- Vie et œuvre de M. Plutot (Paris, Maïa, 2020)

## Athlétisme
De 1992 à 2004, il mène une carrière de décathlonien au niveau national, et international en 2002. En réalisant 7 107 points au décathlon, en 2002, il devient vice-champion de France N2, et se classe au 217e rang mondial. Il obtient, cette même année, une sélection en Équipe de France. 
Records personnels : au Décathlon, 7 107 points ; à l’Heptathlon : 5 225 points (129e mondial pour la saison indoor 2002-2003) ; au Pentathlon : 3 680 points  ; au marathon : 2 h 49 min 53 s.